# Анейрін
Анейрін (валл. Aneirin, Aneurin; давніша форма — Не́йрін) — валлійський бард VI ст.
Анейрін належав до королівського двору в Единбурзі, де правив Мініддауг. Анейрін згадується в англосаксонських хроніках і у «Історії бритів» Неннія як великий поет.
Книга Анейріна — одна з «Чотирьох стародавніх валлійських книг». Вона була створена наприкінці XIII століття.
Анейрін найбільш відомий як можливий автор поеми «Ґододін», що оспівує воїнів правителя бритського королівства Ґододін, загиблих в битві з англосаксами при Катрані (нині Каттерік). Поема побутувала на бритській Півночі, у тому числі в Стратклайді, але була також занесена в Уельс і збереглася у валлійських записах як частина валлійської літературної традиції.